# Palaemon northropi
Palaemon northropi är en kräftdjursart som först beskrevs av Rosa Rankin 1898.  Palaemon northropi ingår i släktet Palaemon och familjen Palaemonidae. Inga underarter finns listade i Catalogue of Life.